# Hurup Thy Station
Hurup Thy Station er en dansk jernbanestation i stationsbyen Hurup i Thy i Nordjylland.

## Galleri
- Wikimedia Commons har flere filer relateret til Hurup Thy Station

- Stationen set fra nord.
- Ventesal.
- Billetautomat og rejsekortlæser.
- GoCollective Desiro til Struer.
- Jernbaneoverskæring ved Bredgade.